# Stepan Skitalets

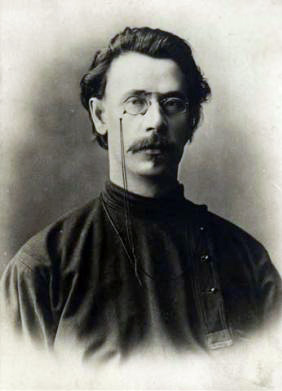
Stepan Skitalets

Stepan Gavrilovitj Skitalets (ryska: Степан Гаврилович Скиталец, egentligt släktnamn Петров, Petrov), född 9 november (gamla stilen: 28 oktober) 1868 i Guvernementet Samara, Kejsardömet Ryssland, död 25 juni 1941 i Moskva, var en rysk författare. 
Petrov, som var av bondesläkt, relegerades från lärarseminariet, var en tid tingsskrivare och medföljde en ukrainsk skådespelartrupp. Under sitt kringströvande liv (därav namnet Skitalets, vilket på ryska betyder landstrykare) gjorde han bekantkap med Maksim Gorkij, blev med honom häktad 1901 i Nizjnij Novgorod och medverkade därefter som novellist och poet i den vittra årspublikationen "Znanie", där första bandet av Razskazy i pjesni (Berättelser och dikter) utkom 1903. Självbiografiska notiser finns i berättelsen Skvoz stroj. Som hans bästa berättelser anses Oktava (1900) och Ogaiki (1906).